# Jörð
U nordijskoj mitologiji, Jörð (staronordijski jǫrð [ˈjɔrð] = „Zemlja”; također Jarð; eng. Jorth) personifikacija je Zemlje te ženski jötunn (div-žena). Smatra se da su njezina druga imena Hlóðyn i Fjörgyn. Neki tumači nordijske mitologije smatraju Jörð božicom. Jacob Grimm je smatrao da je božica Hludana Jörðin oblik.
U Gylfaginningu (dio Mlađe Edde Snorrija Sturlusona), Jörð je spomenuta kao kći Nótt i njezinog drugog supruga, Annara. Jörð je također polusestra Auðra. Prema najstarijem sačuvanom rukopisu Gylfaginninga, Jörð je supruga boga Dellingra te je njihov sin Dagr, dok drugi rukopisi spominju da je Dellingr muž Jörðine majke Nótt. Jörðin ljubavnik je vrhovni bog Odin te je njihov sin bog Thor.
Prema Skáldskaparmálu (također dio Mlađe Edde), Jörð je u neprijateljstvu s Odinovom suprugom Frigg.
U Lokasenni (dio Starije Edde), Thor je nazvan Jarðar burr — „Jörðin sin”.